# Domsingschule Stuttgart

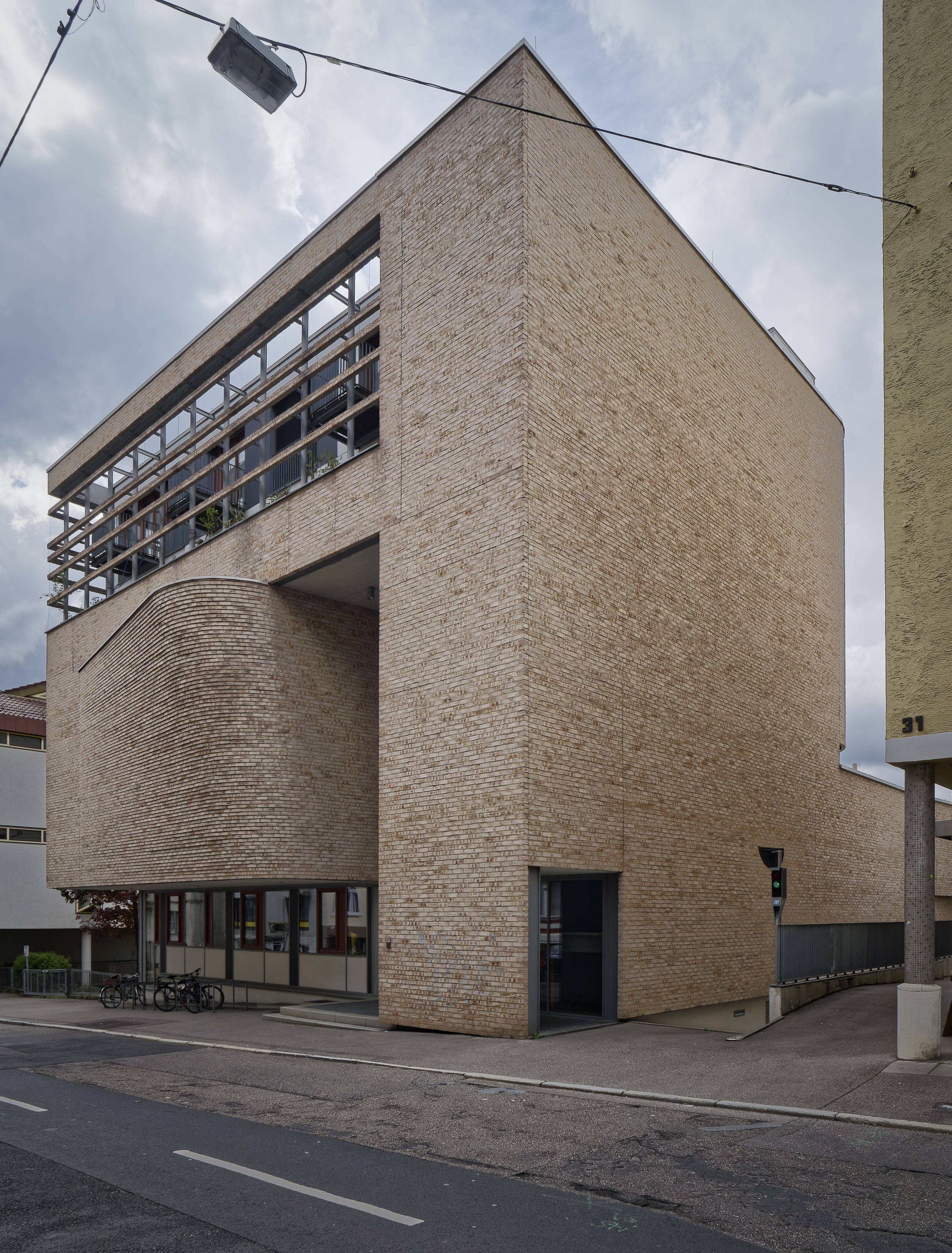
Gebäude der Domsingschule Stuttgart in der Landhausstraße

Die Domsingschule Stuttgart beherbergt die Chöre der Domkirche St. Eberhard, die Mädchenkantorei an der Domkirche St. Eberhard, die Domkapelle St. Eberhard und die Schola Gregoriana St. Eberhard sowie den Knabenchor collegium iuvenum Stuttgart.
Die Stuttgarter Domsingschule ist die jüngste Einrichtung ihrer Art und wurde zwischen 2005 und 2007 erbaut. Initiator des Projekts ist die katholische Gesamtkirchengemeinde in Stuttgart. Als „Zentrum der musikalischen Jugendarbeit“ bietet die Domsingschule beispielsweise Stimm- und Gesangsbildung.